# Кеті Мартін
Кеті Мартін (Catherine Rosemary Martin; народ. у квітні 1955) — британська ботанікиня, цитологиня, біоінженериня, спеціалістка по культурі томата.
Член Лондонського королівського товариства (2018), докторка філософії (1981), співробітниця John Innes Centre[en] (з 1983) і професорка Університету Східної Англії.

## Біографія
Закінчила з відзнакою Кембриджський університет з природничих наук (1977) і там же в 1981 році отримала ступінь доктора філософії з біохімії, після чого в 1981—1983 рр. була дослідним фелло.
C 1983 року — співробітниця John Innes Centre[en], з 1998 року викладає в Університеті Східної Англії.
Запрошена професорка Копенгагенського університету (2006—2011).
У 2008—2013 рр. главред Plant Cell, член редколегії з 2000 року, з 2015 року асоційована редакторка Plant Physiology.
Співзасновниця (c Jonathan D. G. Jones[en]) компанії Norfolk Plant Sciences.
Член EMBO і AAAS, фелло Американського суспільства ботаніків (2017).
У неї навчалася Beverley Glover.
MBE(2013).
Відзначена BBSRC 'Most Promising Innovator' (2014). Почесна докторка Копенгагенського університету.
Авторка 144 публікацій в рецензованих наукових журналах, зокрема в Nature, Nature Biotechnology, Cell, EMBO Journal, EMBO Reports, PNAS.
Авторка семи патентів.